# Yanacachi
Yanacachi è un comune (municipio in spagnolo) della Bolivia nella provincia di Sud Yungas (dipartimento di La Paz) con 4.267 abitanti (dato 2010).

## Cantoni
Il comune è suddiviso in 2 cantoni (popolazione al 2001):
- Villa Aspiazu - 1.314 abitanti
- Yanacachi - 2.936 abitanti